# Тимбауба-дус-Батистас
Тимбауба-дус-Батистас (порт. Timbaúba dos Batistas) — муниципалитет в Бразилии, входит в штат Риу-Гранди-ду-Норти. Составная часть мезорегиона Центр штата Риу-Гранди-ду-Норти. Входит в экономико-статистический микрорегион Серидо-Осидентал. Население составляет 2377 человек на 2006 год. Занимает площадь 135,450 км². Плотность населения — 17,5 чел./км².

## История
Город основан 10 мая 1962 года.

## Статистика
- Валовой внутренний продукт на 2003 год составляет 6 074 238,00 реалов (данные: Бразильский институт географии и статистики).
- Валовой внутренний продукт на душу населения на 2003 год составляет 2651,35 реалов (данные: Бразильский институт географии и статистики).
- Индекс развития человеческого потенциала на 2000 год составляет 0,719 (данные: Программа развития ООН).